# Krásna Ves
Krásna Ves (in ungherese: Bánkaraszna) è un comune della Slovacchia facente parte del distretto di Bánovce nad Bebravou, nella regione di Trenčín.